# Bothriechis aurifer
La nauyaca verdinegra, cantil loro o cantil verde (Bothriechis aurifer) es una especie de serpiente venenosa que pertenece a la subfamilia Crotalinae, cuya área de distribución incluye México y Guatemala. La especie no tiene subespecies reconocidas.

## Descripción
Los adultos suelen alcanzar una longitud de menos de 70 cm, aunque en algunos casos alcanzaron hasta más de 100 cm. El cuerpo es relativamente delgado con una cola prensil.
A cada lado de la cabeza tiene una foseta loreal ubicada entre el ojo y el hocico, que sirve para detectar presas que emiten radiación infrarroja, característica compartida con las demás víboras de foseta.
La escamación incluye 1-5 escalas intersupraoculares, 8-12 supralabiales, 9-13 infralabiales y 18-21 (promedio: 19) filas de escamas dorsales a medio cuerpo. La segunda escama supralabial está fusionada con la prelacunal para formar una lacunolabial, y las escamas interrictales cuentan 16-21. Machos tienen 148-167 escamas ventrales y 58-64 subcaudales (en su mayoría no divididas), mientras que las hembras tienen 152-162 escamas ventrales y 48-61 subcaudales.
El patrón de colores consta de un color de fondo verde, superpuesto dorsalmente de una serie de manchas amarillas, bordeadas de negro. Entre las manchas se puede ver una raya dorsal irregular. El vientre es de color verde amarillento, a menudo más ligero que el dorso. La cabeza tiene franjas postoculares oscuras.  El iris es generalmente de color verde amarillento, a veces de bronce, con manchas de color negro o reticulaciones. Más del 90% de todas las muestras tienen el habitual patrón dorsal oscuro, pero algunas son uniformes verdes y no tienen rayas postoculares. La coloración de juveniles incluye un color verde pálido y la punta de la cola colorida.

## Distribución geográfica y hábitat
Ocurre en México en las montañas del este de Chiapas, así como el norte de Guatemala. Su hábitat natural consiste de bosque nuboso a una altitud de 1200-2300 m s. n. m. (en raras ocasiones, a altitudes mucho más bajas). Puede también ocurrir en bosques subtropicales húmedos (bosque de pino-encino) a lo largo de barrancos húmedos. En Guatemala, se encuentra en las regiones de la Sierra de las Minas y Sierra de Chuacús. 
La localidad tipo es "Cobán, [Alta] Vera Paz, Guatemala."

## Nombres comunes

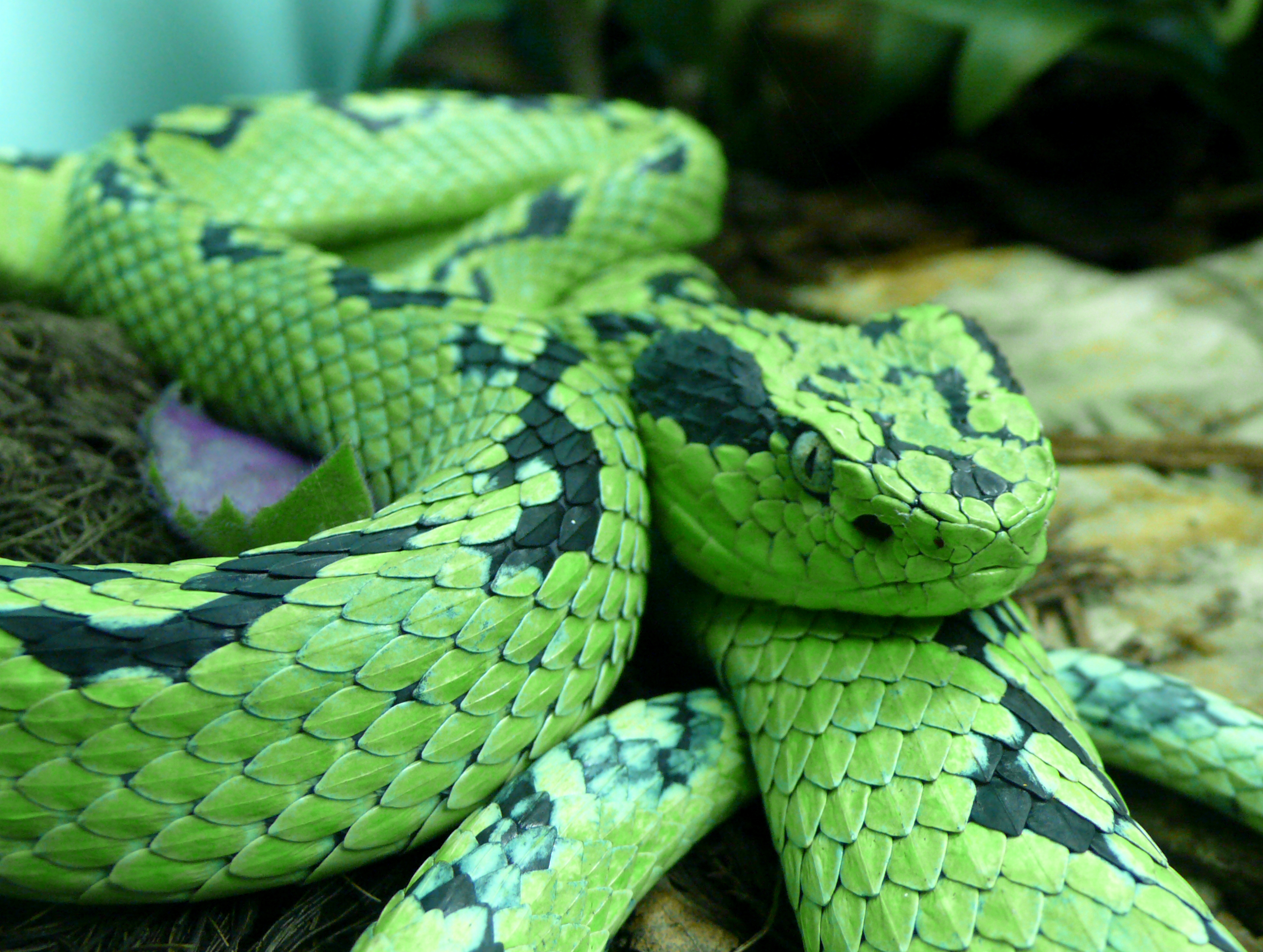
B. aurifer.

Guatemala: cantil loro, cantil verde, cotorra, gushnayera, tamagás verde, víbora del árbol, víbora verde, yaaxcan. 
México: nauyaca, manchada, nauyaca verdinegra.

## Comportamiento
Es una especie diurna y por lo general arbórea, aunque también puede ser encontrada en el suelo o en vegetación baja. Normalmente no es agresiva y se mantiene tranquila, esperando en la vegetación. Sin embargo, atacará cuando es tocada.
Se alimenta principalmente de ranas, lagartos y ocasionalmente pequeños roedores o aves.
Es Ovovivípara, dando luz a un promedio de 5-8 crías por camada.

## Veneno
El veneno de Bothriechis aurifer contiene Hemotoxina, y mordeduras de esta especie han resultado en un número de víctimas mortales.

## Estado de conservación
Esta especie está clasificada como Vulnerable (VU) en la   Lista Roja de Especies Amenazadas de la IUCN con los siguientes criterios: B1ab(iii,v) (v3.1, 2001). Una especie está incluida como tal cuando la información disponible indica que la extensión del área de distribución geográfica se estima en menos de 20.000 km², cuando se estima que la población es severamente fragmentada o que existe en menos de 10 localidades, y que se proyecta una continuación del descenso poblacional, una reducción de la extensión y/o calidad del hábitat y del número de individuos adultos. Por ello se considera que la especie está enfrentando un alto riesgo de extinción en estado silvestre. Se considera que la tendencia poblacional de esta especie está en descenso. Año de la evaluación: 2007.